# Герб Стерлитамака
Герб Стерлитамака — официальный символ городского округа город Стерлитамак.
Впервые утверждён Екатериной II 8 июня 1782 года в связи с присвоением Стерлитамакской пристани статуса уездного города. Современный вариант изображает трёх гусей серебряного цвета на голубом поле.

## Описание герба
"В лазоревом поле три плывущих по серебряной воде серебряных гуся".
Решением городского совета от 13 ноября 2007 года принят полный вариант герба с обрамлением.

## Обоснование символики и история герба
В 1781 году Стерлитамакская солеводная пристань была Высочайшим указом возведена в статус города, получив название Стерлитамак и став административным центром Стерлитамакского уезда Уфимского наместничества. В соответствии с новым статусом город получает свой герб. В указе императрицы о его утверждении дано такое описание городского символа:

В верхней части щита герб Уфимский. В нижней — три плавающие серебряные гуся в голубом поле, в знак великого изобилия оных птиц.

Автором герба стал герольдмейстер действительный статский советник А. А. Волков.
С упразднением Уфимского наместничества и вхождением его территории в состав Оренбургской губернии в 1796 году герб Стерлитамака претерпел изменения, утверждён 30 декабря 1839 года. В газете «Оренбургские губернские ведомости» (1846) было сказано, что в новом виде он представлял собой:

золотой щит, разделенный поперёк голубою полосою, изображающей речку Стерлю, в верхней части щита выходит до половины Императорский Российский двуглавый орёл, а в нижней — три плавающих лебедя…

После разделения в 1865 году Оренбургской губернии на Оренбургскую и Уфимскую Стерлитамакский уезд оказался в составе последней. В связи с этим было решено вернуться к первоначальному варианту герба уездного города.
В 1874 году разработан проект герба Стерлитамака: 

"В лазоревом щите плывущие на золотой воде три плывущих серебряных с червлеными клювами и глазами гуся. В вольной части герб Уфимской губернии". Щит увенчан серебряной стенчатой короной, за щитом положенные накрест золотые молотки, соединенные Александровской лентой.
В советские годы герб города остался прежним: куница с уфимского герба в верхнем поле и три серебряных гуся в нижнем, однако имели место проекты создания нового герба Стерлитамака, который бы включал индустриальные мотивы, отражая основные отрасли городской промышленности: химическую, нефтехимическую, машиностроение.
- Проект герба
- Проект герба

25 апреля 2006 года Совет городского округа город Стерлитамак принимает обновлённый вариант ранее существовавшего герба. Этот вариант просуществовал лишь несколько месяцев, будучи изменён 18 июля 2006 года, по-прежнему включающий, однако, изображение бегущей куницы в верхнем поле. 
- Герб Стерлитамака (25 апреля 2006)
- Герб Стерлитамака (18 июля 2006)

1 ноября 2006 года, по рекомендации Геральдического совета при Президенте Российской Федерации был исключён элемент герба Уфимского наместничества — куница. Решением Совета городского округа город Стерлитамак №1/16з был утверждён новый рисунок герба Стерлитамака.
24 апреля 2007 года в честь 225-летия утверждения исторического герба принято решение датой празднования Дня герба Стерлитамака считать 8 июня.

## Значение современного герба
В знак непринадлежности Стерлитамака Уфимскому наместничеству нынешний вариант герба города не включает изображения «уфимской» куницы. Изображение на гербовом поле гусей теперь связано с актуальностью для крупного промышленного центра вопросов экологической ситуации. Лазоревый цвет поля также отражает значение для города вопросов экологии, являясь при этом «символом красоты и величия», серебряный же цвет элементов — символ «веры, чистосердечности и благородства» горожан.